# Polyura arja
Polyura arja är en fjärilsart som beskrevs av Felder 1866. Polyura arja ingår i släktet Polyura och familjen praktfjärilar. Inga underarter finns listade i Catalogue of Life.